# 长距眶灯鱼
长距眶灯鱼（学名：Diaphus aliciae）为輻鰭魚綱燈籠魚目灯笼鱼科眶灯鱼属的鱼类，俗名长鳍眶灯鱼。分布于太平洋、印度洋、台湾岛以及南海等海域，主要生活于热带和亚热带海域，體長可達6公分。该物种的模式产地在菲律宾。

## 扩展阅读
維基物種上的相關：长距眶灯鱼